# 악도부락

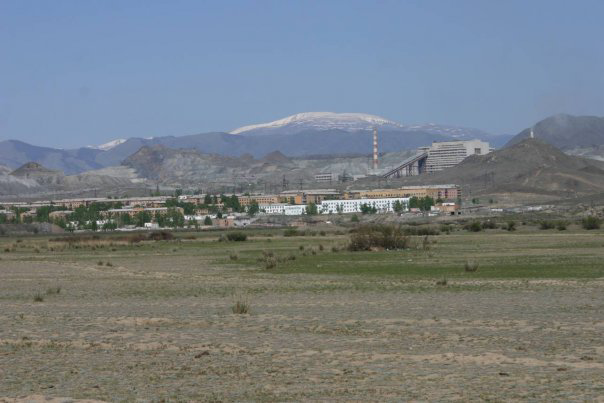

악도부락(러시아어; Ак-Довура́к)은 투바 공화국 바룬헴칙스키 군에 속해있는 도시이다. 인구:  13,468 (2010년 인구 조사); 12,965 (2002년 인구 조사); 15,191 (1989년 인구 조사).